# Ildebrando Gamberini
Ildebrando Gamberini (Ravenna, 10 settembre 1884 – 1951) è stato un ciclista su strada italiano.
Fu professionista dal 1907 al 1914. Partecipò quattro volte al Giro d'Italia tra il 1909 ed il 1912, concludendo al nono posto nel 1910. Il suo miglior piazzamento fu un terzo posto nell'ottava tappa del 1911, dietro Bordin ed il francese Petit-Breton

## Piazzamenti

### Grandi giri
- Giro d'Italia

1909: 24º
1910: 9º
1911: 15º
1912: ?
- Tour de France

1909: 18º

### Classiche
- Giro di Lombardia

1909: 62º